# 清华大学三所

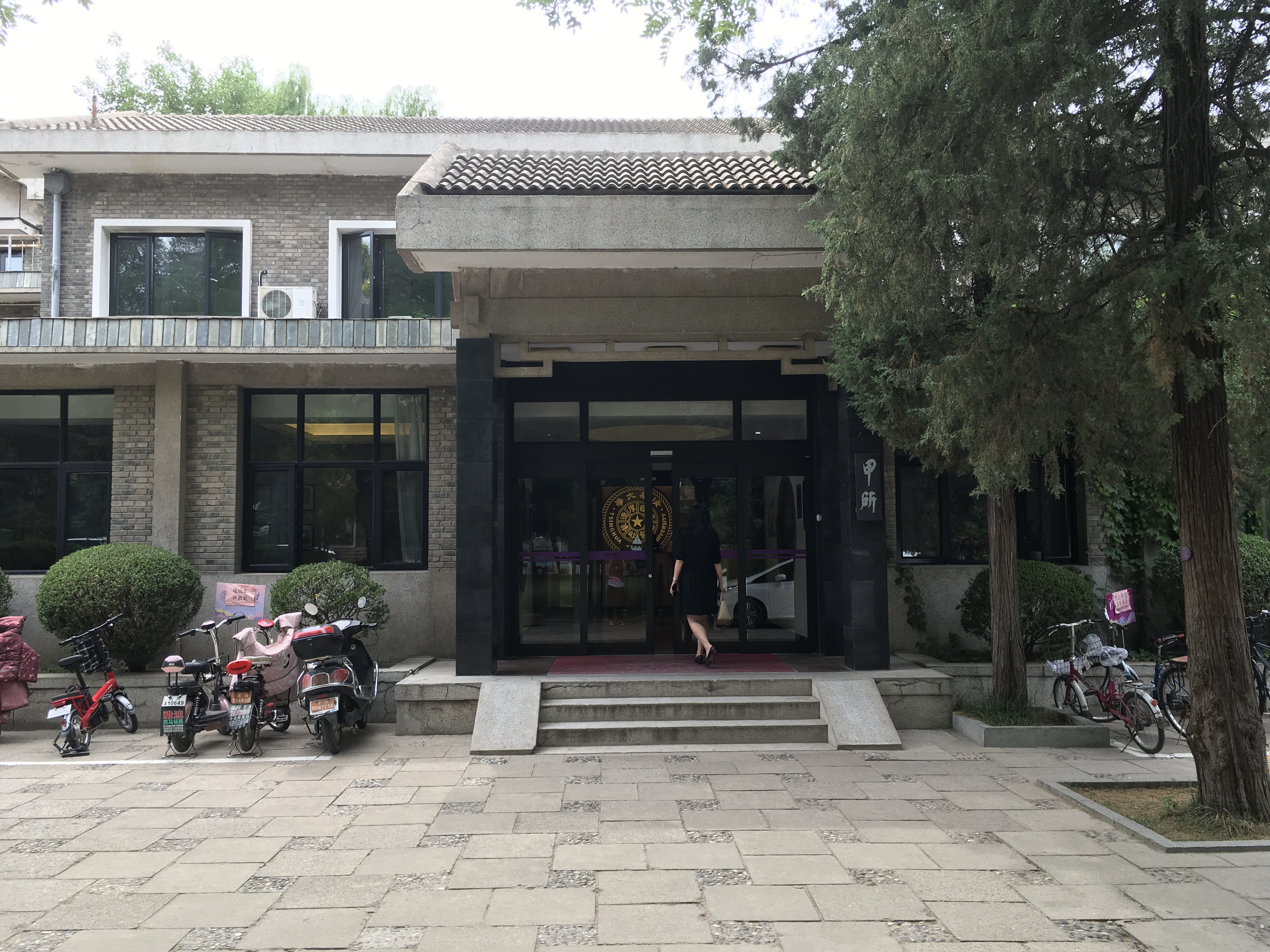
清華大學甲所

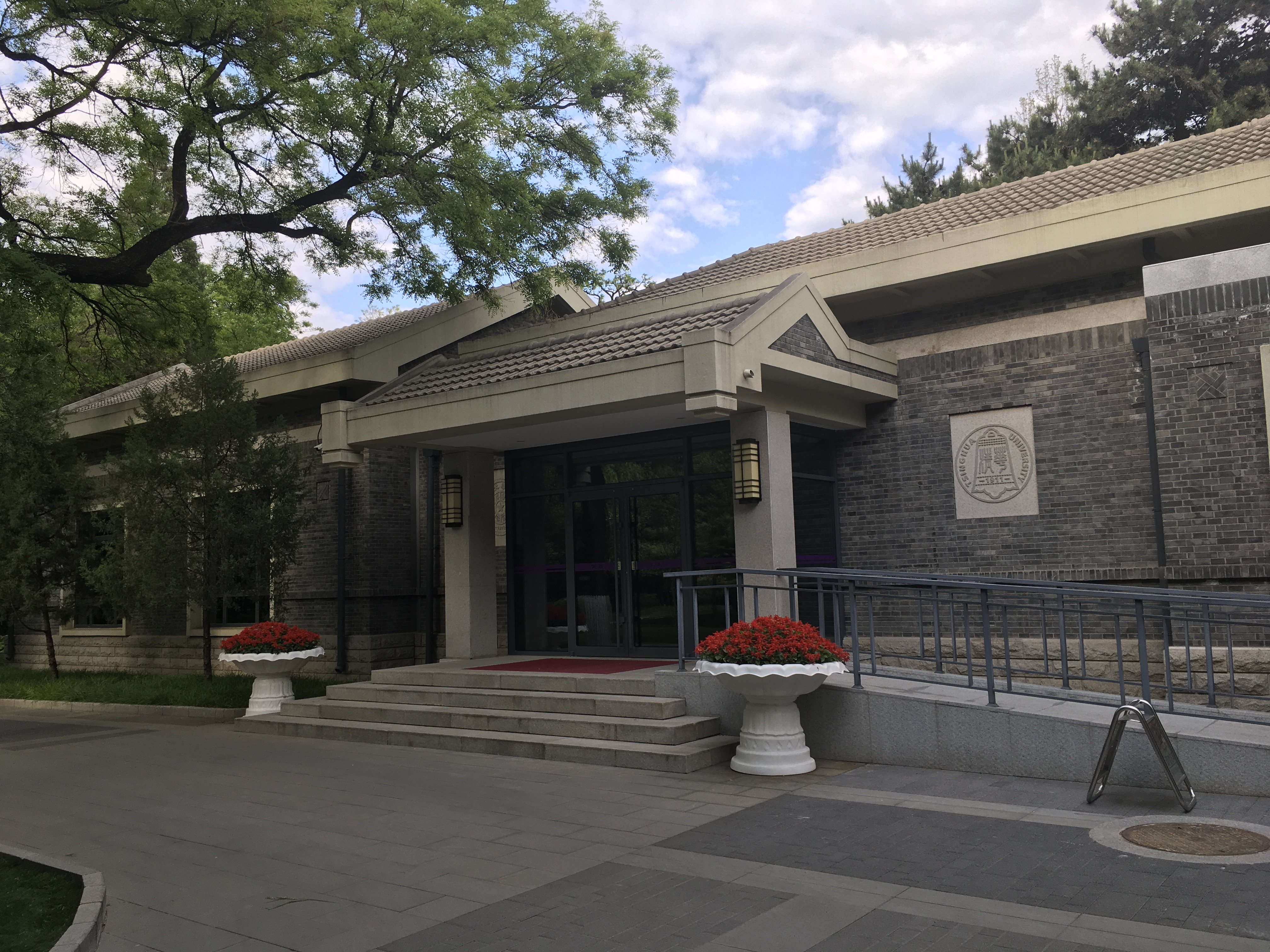
清華大學丙所

清华大学三所指的是清華大學校內的甲所、乙所、丙所，始建于1917年，是清華早期高級領導的住宅。。
其中甲所位於工字厅南侧校友林中，曾經長期為清華校長住所，入住过清华的老校长梅贻琦。一二九運動期間，馮友蘭居住在乙所，並且利用乙所庇護當時的學生領袖黃誠、姚依林。
1949年之後，甲所長期作為中共清華黨委會的所在地，乙所、丙所則作為幼兒園。1981年，丙所翻修成為招待所，由清華大學建築設計研究院于振陽設計。甲所在1985年改建為招待所，建築面積3400平方米，乙所則拆除。

## 甲所餐廳
甲所餐厅建於1985年，位於甲所之內，主要提供校內高端餐饮接待。大厅可同时容纳130人用餐，平时设大桌8张，小桌8张，大小包间6个。经营的菜品主要為淮扬菜。